# Casa Torremar (Salou)
Casa Torremar, o també Xalet Torremar o Xalet Recasens, és una obra del municipi de Salou (Tarragonès) inclosa en l'Inventari del Patrimoni Arquitectònic de Catalunya.

## Descripció
L'antiga casa Torremar s'estructura amb planta baixa i pis noble amb torratxa. Una part de l'edifici sobresurt formant una "L". La planta baixa presenta un porxo emmarcat per dues columnes dòriques. La planta noble té una terrassa col·locada damunt el porxo. Cal destacar la decoració de les portes que donen al carrer i la terrassa amb frontons guarnits per decoració vegetal. També és important l'harmonia que hi dona la balustrada.
La casa s'inclou dintre d'un estil neorenaixentista, molt característic des de la fi del segle xix. Dalt de l'edifici hi ha una torratxa quadrada, els costats de la qual estan guarnits amb finestres tripartides amb arc de mig punt peraltat. Corona tot l'edifici una balustrada. Les cornises es decoren amb tríglifs i quarteres a les cantonades.
Aquest és un xalet elegant i auster de línies, de dues plantes i amb dos elements destacats: el porxo d'entrada amb columnes i la torre-mirador amb quatre finestres coroneles de tres arcs. Els dos elements tenen terrassa superior i balustrada. L'arquitecte Josep Simó va utilitzar un neoclassicisme "beaux arts" amb garlandes vegetals i frontons sobre les obertures. L'edifici s'arrenglera amb la resta de xalets que formen el passeig de Miramar, avui de Jaume I. Es va restaurar el 1994 i ara és la seu del Patronat de Turisme de Salou.

## Història
La casa va ser construïda per l'arquitecte reusenc Josep Simó i Bofarull per al financer i polític catalanista, Eduard Recasens i Mercadé, un dels impulsors del Banc de Catalunya i del Banc de Reus entre els anys 1928 i 1929. Recasens finançava les primeres actuacions urbanístiques a Salou, que van ser fetes a iniciativa de promotors reusencs on actuava l'arquitecte Josep Simó.